# Alcide Dusolier
Pour les articles homonymes, voir Dusolier.
François Alexis Alcide Dusolier, né le 21 septembre 1836 à Nontron et mort au château de Bonrecueil à Saint-Sulpice-de-Mareuil le 10 mai 1918, est un écrivain, journaliste et un homme politique français.

## Biographie
Fils de Thomas Dusolier (1799-1877) et de Marie-Henriette-Françoise Ribeyrol (1798-1851), il effectue des études de droit, puis travaille comme journaliste, entre autres pour L'Artiste, Le Figaro, Le Nain jaune et le Courrier français. Deux de ses poèmes ont été publiés dans Le Parnasse contemporain.
Dans les années 1860, il publie également des études littéraires, des récits de genre assez ironiques et de la poésie, dont Ceci n'est pas un livre, publié par Auguste Poulet-Malassis, un recueil de critiques littéraires précédemment signées sous le nom d'« Étienne Maurice » au Figaro. Dusolier utilisait d'autres pseudonymes tels « Maurice » et « Jean de La Martrille ».
En septembre 1870, il occupe un poste de secrétaire auprès de Léon Gambetta, le ministre de la guerre de l’époque, période sur laquelle il revient en 1874 avec un témoignage intitulé Ce que j'ai vu.
De 1881 à 1885, il est député de l’arrondissement de Nontron et de 1885 à 1912, sénateur de la Dordogne.
Le 12 février 1881, il est nommé chevalier de la légion d’honneur .
Il a préfacé plusieurs ouvrages d'Eugène Le Roy.
Son nom a été donné au lycée de Nontron.

## Famille
Le 26 août 1872, il épouse à Maisonnais (87), Marie Marguerite Henriette Roux de Reilhac de Châteaurocher (née le 29 octobre 1850 à La Chapelle-Montbrandeix, dans la Haute-Vienne, et décédée le 31 décembre 1899 au Palais du Luxembourg, à Paris). Le couple a eu une fille, Angèle, décédée le 23 mai 1906 à Arcachon, et un fils Maurice, docteur en médecine, mort au château de Bonrecueil, le 24 août 1943, sans descendance. Plusieurs faisceaux d’indices semblent remettre en cause pour certains à l’époque l’origine paternelle de son fils. Une liaison est prêtée à sa mère avec Alpinien Pabot-Chatelard, préfet et grand ami d’Alcide Dusolier, premier à reconnaître Maurice à la naissance. Par ailleurs les ressemblances physiques sont troublantes.

## Publications
- Ceci n'est pas un livre, Paris, Poulet-Malassis & De Broise, 1860 - lire sur Gallica.
- Jules Barbey d’Aurevilly, 1862.
- [Maurice], Mémoires et révélations d'un valet de chambre aux cheveux roux, typographie de G. Kugelmann, s.e., 1864. - Lire sur Gallica
- Nos gens de lettres, leur caractère et leurs œuvres, Paris, A. Faure, 1864.
- Politique pour tous, Paris, Armand Le Chevalier, 1869. - Lire sur Gallica
- Aux électeurs de la Dordogne, 1871.
- Ce que j’ai vu du 7 août 1870 au 1er février 1871. L’agonie de l’Empire. Le 4 septembre. Le dictateur Gambetta, Paris, Ernest Leroux, 1874 - lire sur Gallica ; réédition chez Maurice Dreyfous, 1879.